# André Darrigade
Pour les articles homonymes, voir Darrigade.
André Darrigade, né le 24 avril 1929 à Narrosse près de Dax dans les Landes, est un coureur cycliste français. Surnommé « Le Lévrier des Landes », il est considéré comme l'un des plus grands routiers-sprinteurs de tous les temps.
Professionnel de 1951 à 1966, il est notamment champion de France sur route en 1955 et champion du monde sur route en 1959. Il construit sa légende sur les routes du Tour de France en remportant 22 étapes dont cinq lors des premières étapes, en portant le maillot jaune pendant 19 étapes, et en s'adjugeant le classement par points du Tour de France en 1959 et 1961 ainsi que le premier Prix de la combativité en 1956. Il remporte également une étape du Tour d'Italie et le Tour de Lombardie en 1956.

## Biographie

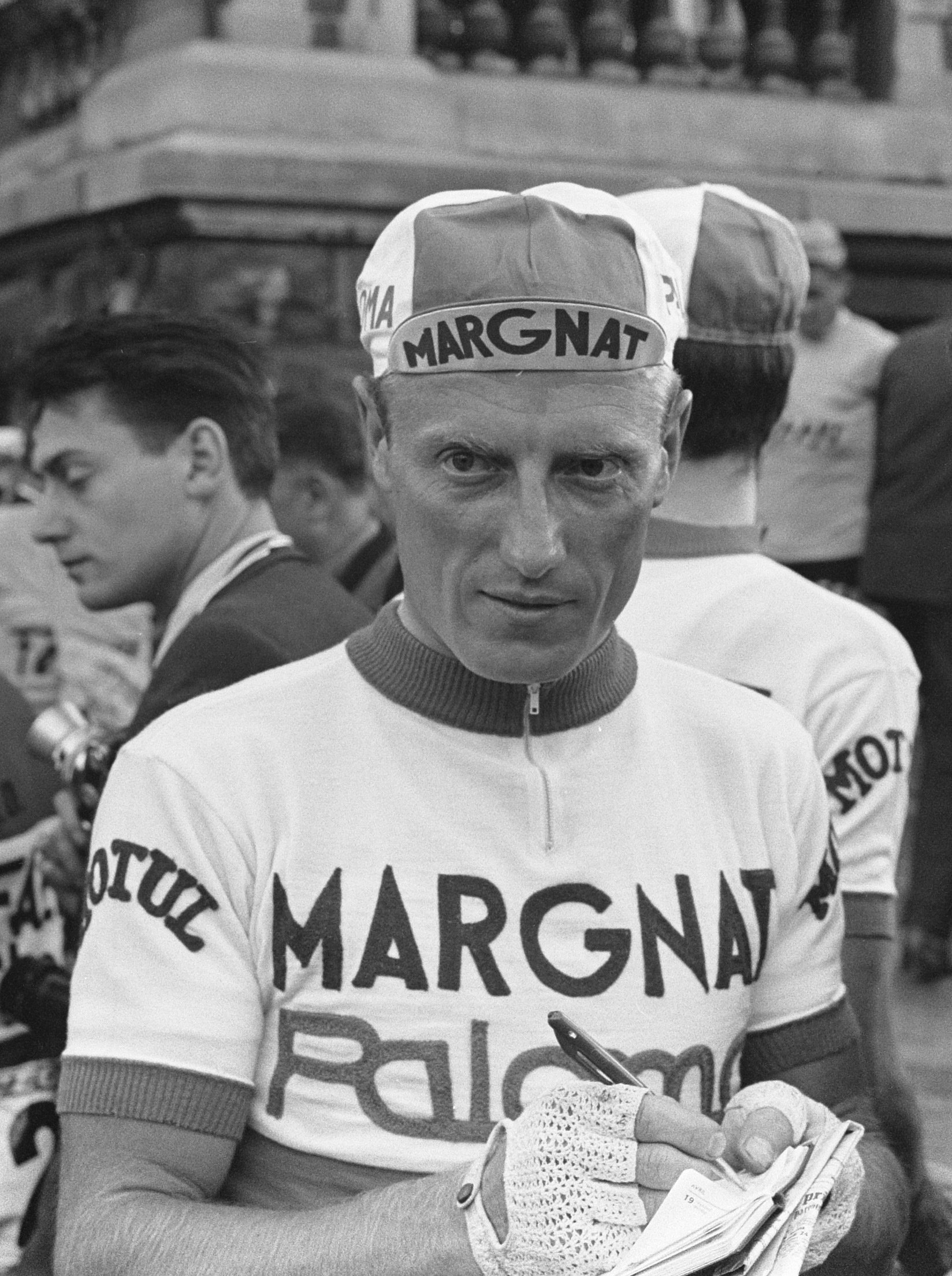
André Darrigade chez Margnat sur le Tour de France 1963.

Darrigade, surnommé le « Lévrier des Landes », gagne ses premiers galons au Vélodrome d’Hiver à Paris en battant, dans la Grande Finale de la Médaille, la veille des 6 Jours, le futur champion du monde de sprint, Antonio Maspes. Il participe à 14 tours de France, avec 22 étapes gagnées, en portant très souvent le maillot jaune, et en gagnant 2 fois le maillot vert à Paris. Darrigade est champion de France sur route en 1955, vainqueur du Tour de Lombardie en 1956, vainqueur des Six jours de Paris en 1957 et 1958 avec Jacques Anquetil et Ferdinando Terruzzi.

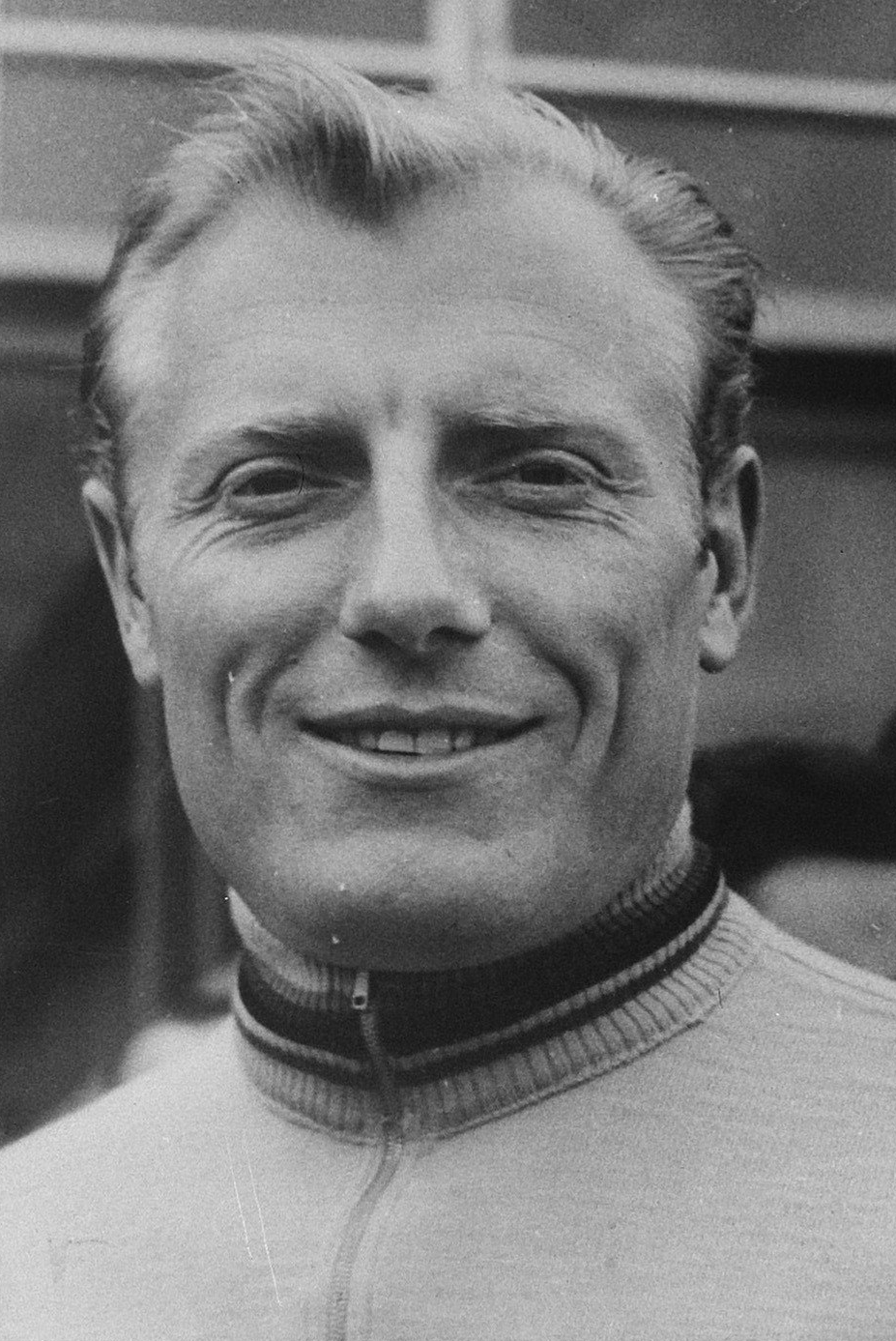
André Darrigade en 1962.

Il est champion du monde sur route à Zandvoort en 1959 : dérogeant à ses habitudes, il se lance, le 16 août, à 222 kilomètres de l’arrivée dans une échappée matinale, qui ne sera jamais reprise. Il devance au sprint l'Italien Michele Gismondi et le Belge Noël Foré et revêt le maillot arc-en-ciel.
Il est devenu l’un des piliers de l’équipe de France sur le Tour de 1951, et deviendra l’un des lieutenants préférés de Jacques Anquetil. Dans le Tour de France 1956, lors de l'étape Luchon-Toulouse, une crevaison suivie d'une mésentente avec le directeur technique de l'équipe de France, Marcel Bidot, l’a privé d’une victoire dans cette épreuve.
Un drame le marquera toute sa vie : le 19 juillet 1958 au Parc des Princes après 5 jours en jaune et deux victoires d’étape, André Darrigade fonce vers la victoire dans les 200 derniers mètres quand il heurte à pleine vitesse l’intendant du Parc des Princes, Constant Wouters âgé de 69 ans, cherchant à repousser des photographes massés trop près des coureurs et qui avait lui-même posé le pied sur la piste. Darrigade le percute plein fouet et leurs crânes s’entrechoquent. Wouters décède quelques jours plus tard. Darrigade souffre d’une fracture du crâne et de côtes brisées. L’Italien Pierino Baffi remporte cette dernière étape tragique,. 
Dix-neuf étapes en jaune, une victoire finale qui lui échappe à cause d’une crevaison en 1956 lors de l’étape Luchon-Toulouse, un titre de champion de France en 1955, un Tour de Lombardie en 1956 et un titre de champion du Monde en 1959 : André Darrigade est un cycliste complet, à la fois équipier modèle et caractère bien trempé quand il joue sa carte personnelle.
Le directeur technique de l'équipe de France Marcel Bidot dira : « André n'était pas un routier-sprinter courant à l'économie. Il a pour mission de gagner des étapes, de viser le maillot vert et il le remporte deux fois, mais quand il se présentait sous la flamme rouge du dernier kilomètre, il accomplissait un gros travail au service du leader et il était parfois émoussé. S'il avait couru pour son propre compte et si la malchance l'avait épargné, il aurait gagné dix étapes de plus. J'ai souvent pensé à son dramatique accident du Parc des Princes en 1958. C'est une image qui ne s'effacera jamais de ma mémoire. Ce garçon attachant parlait le langage de l'équipe de France. C'est tout le contraire d'un individualiste. J'ai pour lui la plus haute estime. » De par son palmarès et ses performances, il est considéré comme le plus grand sprinteur français de l'histoire,.

## Ses différentes équipes
Darrigade porte successivement les couleurs de « La Perle-Hutchinson » (1951-1955), « Bianchi-Pirelli» (1955-1957), « Helyett-Potin » (1956-1957), « Helyett-Leroux » (1958-1960), « Alcyon-Leroux » (1961), « Gitane-Leroux-Dunlop » (1962), « Margnat-Paloma-Dunlop » (1963-1965), « Kamomé-Dilecta-Dunlop » (1966).

## Famille
Son frère cadet Roger Darrigade est aussi un cycliste professionnel. Ils ont couru dans la même équipe pendant quelques années. Avant cela, les deux frères ont été champions de France la même année en 1955, André en professionnel et Roger en amateur.
Le 18 décembre 1958, il épouse Françoise avec qui il aura deux enfants, Éric et Patrick, puis deux petits-enfants, Pierre et Alexandre.

## Palmarès

### Palmarès amateur
| - 1949 - Course de la Médaille - Champion de Paris militaire de vitesse - Grand Prix d'automne de vitesse - 2e du championnat de France militaire de vitesse - 2e aux Jeux interalliés à Bordeaux | - 1950 - Grand Prix de Boulogne-sur-Mer - Paris-Beauvais - Prix des œuvres sociales à Daumesnil - Critérium des Vainqueurs - 2e étape de Paris-Dolhain (contre-la-montre par équipes) - 2e de Paris-Briare - 3e de Paris-Dolhain - 3e de Paris-Pacy |  |

### Palmarès professionnel
| - 1951 - Bordeaux-Saintes - Grand Prix d'Uza - 2e du Grand Prix de l'Écho d'Alger - 2e du Grand Prix des Alliés - 2e du Grand Prix du Courrier picard - 2e du Prix du Salon - 1952 - 10e étape du Tour d'Algérie - 1re étape de Paris-Côte d'Azur - 1re étape de Paris-Saint-Étienne - 3e du Critérium des As - 6e de Paris-Tours - 1953 - 6e étape du Tour du Sud-Est - 12e étape du Tour de France - 2e de Paris-Bourges - 1954 - Tour de Picardie : - Classement général - 2e étape - Grand Prix du Pneumatique - 3e de la Flèche Bretonne - 3e de la Roue d'Or à Daumesnil - 1955 - Champion de France sur route - Grand Prix de l'Écho d'Alger - 2e étape des Trois Jours d'Anvers - 6e étape du Tour de France - 2e du Trophée Baracchi (avec Jacques Anquetil) - 1956 - Tour de France : - Prix de la combativité - 1re étape - Tour de Lombardie - Trophée Baracchi (avec Rolf Graf) - 2e du Grand Prix de l'Écho d'Alger - 2e de Paris-Limoges - 2e de la Roue d'Or à Daumesnil (avec Jacques Anquetil) - 3e du Circuit de l'Aulne - 1957 - 3ea étape du Tour de Romandie - 1re, 21e et 22e étapes du Tour de France - Roue d'Or à Daumesnil (avec Jacques Anquetil) - Grand Prix d'Orchies - Grand Prix de Ravennes (contre-la-montre par équipes) - Six Jours de Paris (avec Jacques Anquetil et Ferdinando Terruzzi) - 2e du Critérium des As - Médaillé de bronze du championnat du monde sur route - 3e du Prix Dupré-Lapize (avec Miguel Poblet) - 4e de Paris-Roubaix - 6e du Tour de Lombardie - 7e de Bordeaux-Paris - 8e du Tour de Romandie - 9e de Milan-San Remo - 1958 - 1re étape des Quatre Jours de Dunkerque - Paris-Valenciennes - 1re, 9e, 15e, 17e et 22e étapes du Tour de France - Roue d'Or à Daumesnil (avec Jacques Anquetil) - 2ea étape du Grand Prix Marvan (contre-la-montre par équipes) - Six Jours de Paris (avec Jacques Anquetil et Ferdinando Terruzzi) - Grand Prix San Ignacio (Omnium) - 2e du Critérium des As - 2e du Trophée Baracchi (avec Jacques Anquetil) - 3e de Milan-San Remo - 3e des Quatre Jours de Dunkerque - Médaillé de bronze du championnat du monde sur route - 6e de Paris-Tours - 10e du Super Prestige Pernod | - 1959 - Champion du monde sur route - Critérium national - Tour de France : - Classement par points - 1re et 11e étapes - Trophée Longines (contre-la-montre par équipes) - Roue d'Or à Daumesnil (avec Roger Rivière, Louison Bobet et Roger Hassenforder) - 2e de Six Jours de Gand (avec Gerrit Schulte) - 3e du Trophée Baracchi (avec Jacques Anquetil) - 3e du Prestige Pernod - 6e du Tour de Lombardie - 9e du Super Prestige Pernod - 1960 - 6ea étape de Paris-Nice - 5e étape de Gênes-Rome - 2e et 4ea étapes du Tour de Romandie - 15e étape du Tour d'Italie - 5e étape du Tour de France - Manx Trophy - 2e du Critérium des As - 2e de Paris-Bruxelles - Médaillé d'argent du Championnat du monde sur route - 2e du Prestige Pernod - 2e de la Roue d'Or à Daumesnil (avec Jacques Anquetil) - 3e du Championnat de France sur route - 3e du Circuit de l'Aulne - 3e du Trophée Longines - 7e du Super Prestige Pernod - 10e du Tour de Romandie - 1961 - 2e étape de Paris-Nice - 1re étape du Critérium du Dauphiné libéré - Tour de France : - Classement par points - 1rea, 2e, 13e et 20e étapes - Grand Prix du Parisien (contre-la-montre par équipes) - 2e du Critérium national - 2e du Manx Trophy - 3e du Critérium des As - 3e du Circuit de l'Aulne - 8e de Milan-San Remo - 1962 - 6e et 8e étapes du Tour du Levant - 3ea étape de Paris-Nice (contre-la-montre par équipes) - 2ea étape du Tour de France - 3eb étape du Critérium du Dauphiné libéré - 3e du Circuit de l'Aulne - 5e de Liège-Bastogne-Liège - 1963 - 6e étape de Paris-Nice - 3e étape du Tour du Var - 12e étape du Tour de France - 3e étape du Tour du Sud-Est - 3e de Gênes-Nice - 3e des Six Jours de Montréal (avec Willi Altig) - 3e de la Roue d'Or à Daumesnil (avec Jean Stablinski) - 4e du championnat du monde sur route - 9e de Paris-Bruxelles - 1964 - Gênes-Nice - 5e étape de Paris-Nice - 3e étape du Tour du Sud-Est - 8e et 9e étapes du Critérium du Dauphiné libéré - 2e et 18e étapes du Tour de France - 2e des Boucles Roquevairoises - 1966 - Grand Prix de Monaco - 3e du Grand Prix de Saint-Tropez |  |

### Résultats sur les grands tours

#### Tour de France

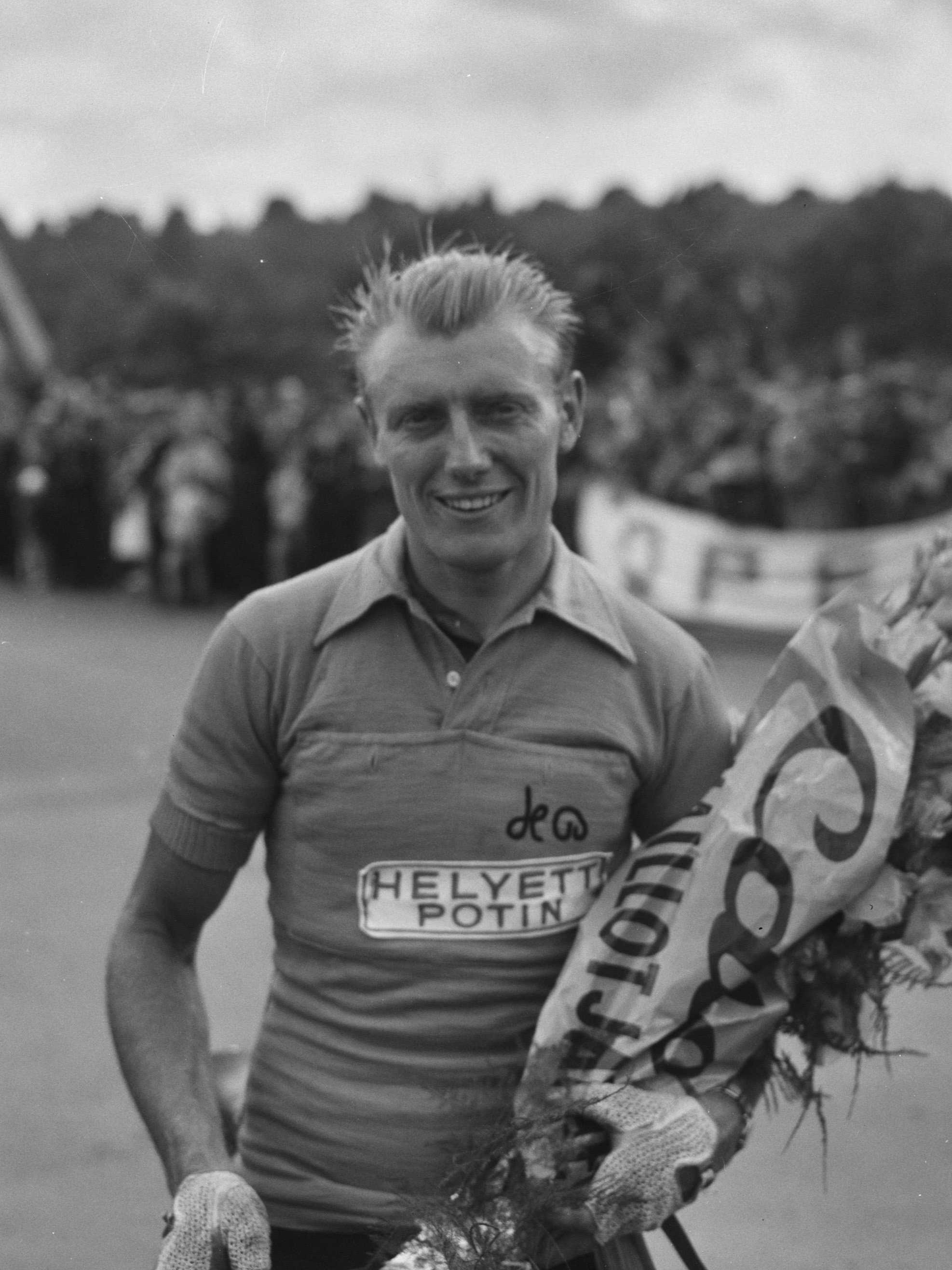
André Darrigade avec le maillot jaune en 1956.

André Darrigade fait partie des coureurs ayant remporté au moins 10 étapes individuelles ainsi que des coureurs ayant remporté au moins deux étapes du Tour de France sur plus de dix années.

Il cumule 22 victoires d'étapes durant les tours des années 1953, 1955, 1956, 1957, 1958, 1959, 1960, 1961, 1962, 1963 et 1964. Ce qui signifie qu'il est celui qui a remporté des étapes sur le plus grand nombre de tours différents. Soit en tout 11 Tours de France dont 10 consécutifs de 1955 à 1964, record qui a survécu malgré les supers champions qui ont suivi.
Il a porté le maillot jaune pendant 19 étapes tout au long de sa carrière.
14 participations

- 1953 : 37e, vainqueur de la 12e étape
- 1954 : 49e
- 1955 : 49e, vainqueur de la 6e étape
- 1956 : 16e, vainqueur de la 1re étape,  vainqueur du prix de la combativité,  maillot jaune pendant 6 jours
- 1957 : 27e, vainqueur des 1re, 3e (contre-la-montre par équipes), 21e et 22e étapes,  maillot jaune pendant 1 jour
- 1958 : 21e, vainqueur des 1re, 9e, 15e, 17e et 22e étapes,  maillot jaune pendant 5 jours
- 1959 : 16e,  vainqueur du classement par points, vainqueur des 1re et 11e étapes,  maillot jaune pendant 2 jours
- 1960 : 16e, vainqueur de la 5e étape
- 1961 : 32e,  vainqueur du classement par points, vainqueur des 1rea, 2e, 13e et 20e étapes,  maillot jaune pendant 1 jour
- 1962 : 21e, vainqueur de la 2ea étape,  maillot jaune pendant 2 jours
- 1963 : abandon (16e étape), vainqueur de la 12e étape
- 1964 : 67e, vainqueur des 2e et 18e étapes
- 1965 : 93e
- 1966 : 62e

#### Tour d'Italie
2 participations
- 1959 : 42e
- 1960 : 64e, vainqueur de la 15e étape

### Résultats sur les classiques «Monuments»
| - Milan-San Remo 1956 : 13e 1957 : 9e 1958 : 3e 1959 : 25e 1961 : 8e 1963 : 45e 1964 : 50e 1966 : 40e - Tour des Flandres 1962 : 25e 1963 : 16e | - Paris-Roubaix 1951 : 93e 1952 : 28e 1955 : 50e 1957 : 4e 1958 : 41e 1959 : 19e 1960 : 46e 1961 : 51e 1962 : 16e 1963 : 18e 1964 : 40e 1965 : 41e | - Liège-Bastogne-Liège 1962 : 5e 1963 : 22e - Tour de Lombardie 1956 : 1er 1957 : 6e 1958 : 20e 1959 : 6e 1960 : 44e |

### Résultats aux Championnats du monde
- Championnat du monde

Lugano 1953 : 17e
Frascati 1955 : abandon
Copenhague 1956 : 13e
Waregem 1957 : 3e 
Reims 1958 : 3e 
Zandvoort 1959 : vainqueur 
Sachsenring 1960 : 2e 
Berne 1961 : abandon
Salò 1962 : 16e
Renaix 1963 : 4e
Sallanches 1964 : abandon

## Distinctions
- « Prix Orange » 1956.
- Officier de l'ordre du Mérite sportif‎. En 1959, il est médaillé de l'Académie des sports et est fait officier du Mérite sportif.
- Il reçoit la médaille de Première Classe du Mérite Cycliste en 1959 puis le grade de commandeur en 1974.
- Médaille de la jeunesse, des sports et de l'engagement associatif, or le 1er janvier 1988.
- Chevalier de l'ordre national du Mérite le 9 mai 1988[7].
- Chevalier de la Légion d'honneur le 14 juillet 1993[8].
- Prix National du Fair Play de l’AFSVFP en 1999.
- Gloire du sport promotion 2001[9].
- Oscar d’honneur Sud Ouest 2014[10].

## Hommages
- Le 19 janvier 2008, la ville de Dax inaugure le stade omnisports André-Darrigade[11].

- Le 3 juillet 2016, la ville de Granville appose une plaque commémorative, 32, rue Aristide-Briand en honneur de sa victoire d'étape lors du Tour de France 1957[12].

- Le 12 juillet 2017, une statue monumentale de 6,70 mètres de hauteur à son effigie est inaugurée dans sa ville natale de Narrosse en honneur de sa victoire au Championnat du monde 1959[13].
- La ville de Narrosse rebaptise la route longeant la ferme où il a grandi avec son frère Roger, route des frères Darrigade.
- Lors du Tour de France 2018, il est le parrain de la 20e étape du Tour de France 2018 entre Saint-Pée-sur-Nivelle et Espelette[14].
- André Darrigade est le parrain de l’exposition « Tour de France en Pays Basque 1906-2018 » présentée par le Musée Basque de juillet à septembre 2018[15],[16].
- Le dimanche 28 avril 2019, une randonnée cyclotouriste « La Darrigade » est organisée à Narrosse pour fêter les 90 ans du champion[17].